# Carmen (balet)
Carmen – balet w 5 obrazach. 
- Libretto: Roland Petit (według noweli Prospera Merimée);
- muzyka: Georges Bizet, fragmenty opery Carmen;
- choreografia: Roland Petit;
- scenografia: Antoni Clavé.

Premiera: Londyn 21 lutego 1949, Prince's Theatre, Les Ballets de Paris.

Osoby:
- Carmen - młoda robotnica w fabryce cygar
- Don José - kochanek Carmen
- Escamillo - toreador
- dziewczęta z fabryki cygar, opryszki, przechodnie, Hiszpanie i Hiszpanki.

Zobacz też: taniec klasyczny